# James Henry Bramble
James Henry Bramble (1 de dezembro de 1930) é um matemático estadunidense.
Obteve um PhD em 1958 na Universidade de Maryland. Foi professor da Universidade Cornell, atualmente professor emérito da Texas A&M University.
Recebeu um doutorado honoris causa da Universidade Técnica Chalmers.
É conhecido por suas contribuições fundamentais no desenvolvimento do método dos elementos finitos, especialmente sobre métodos multigrid.
Foi palestrante do Congresso Internacional de Matemáticos em Vancouver (1974).